# Basilika Gößweinstein
Koordinaten: 49° 46′ 11,9″ N, 11° 20′ 13,9″ O
Die Basilika Gößweinstein ist eine Basilica minor in der Gemeinde Gößweinstein. Die Basilika ist der zweitgrößte Wallfahrtsort im Erzbistum Bamberg und zugleich der größte Dreifaltigkeitswallfahrtsort Deutschlands. Jährlich pilgern rund 140 feste Wallfahrtsgruppen nach Gößweinstein. Gößweinstein gilt als spirituelle und kirchliche Mitte der Fränkischen Schweiz. 

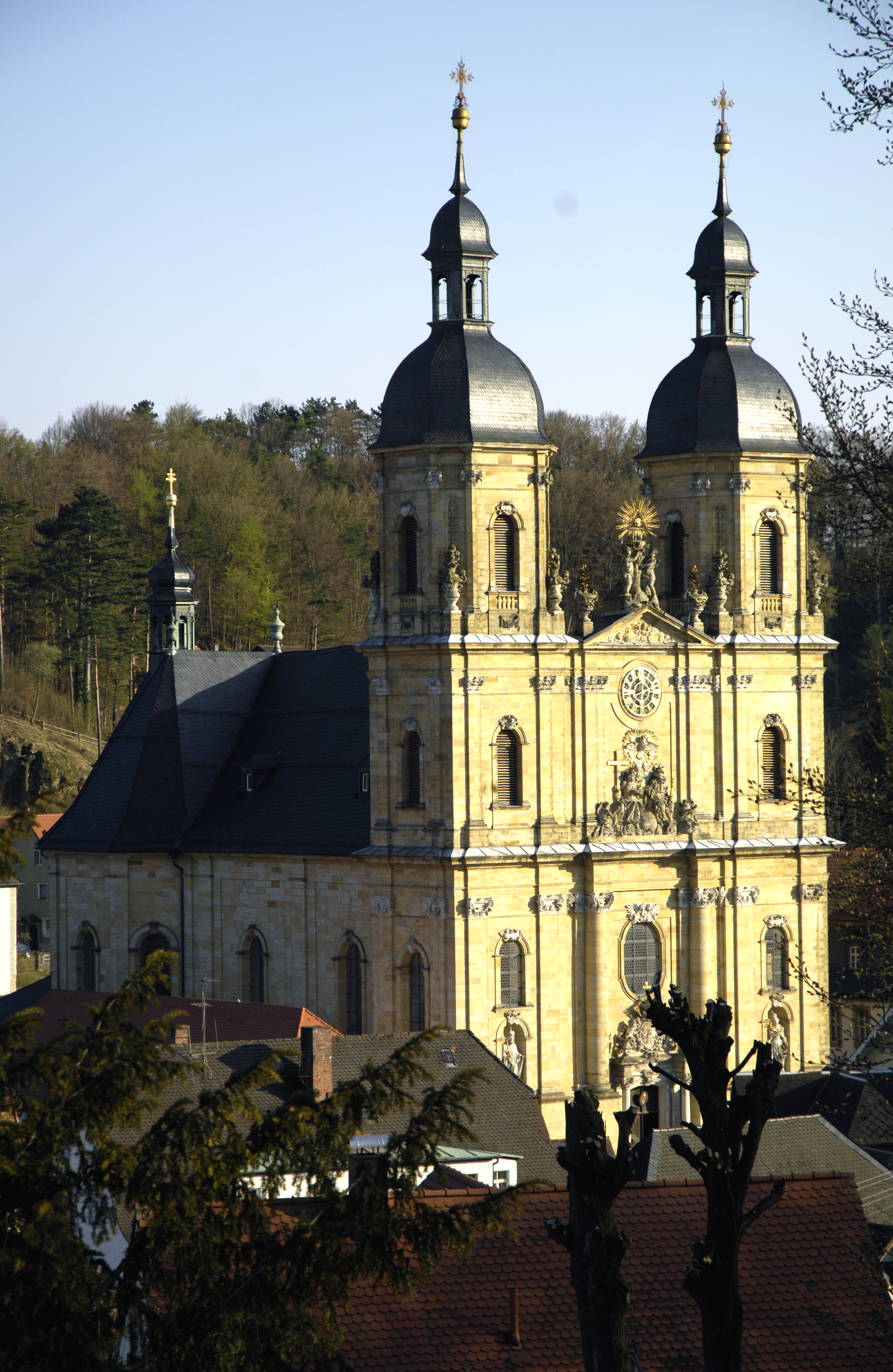
Basilika Gößweinstein

## Geschichte

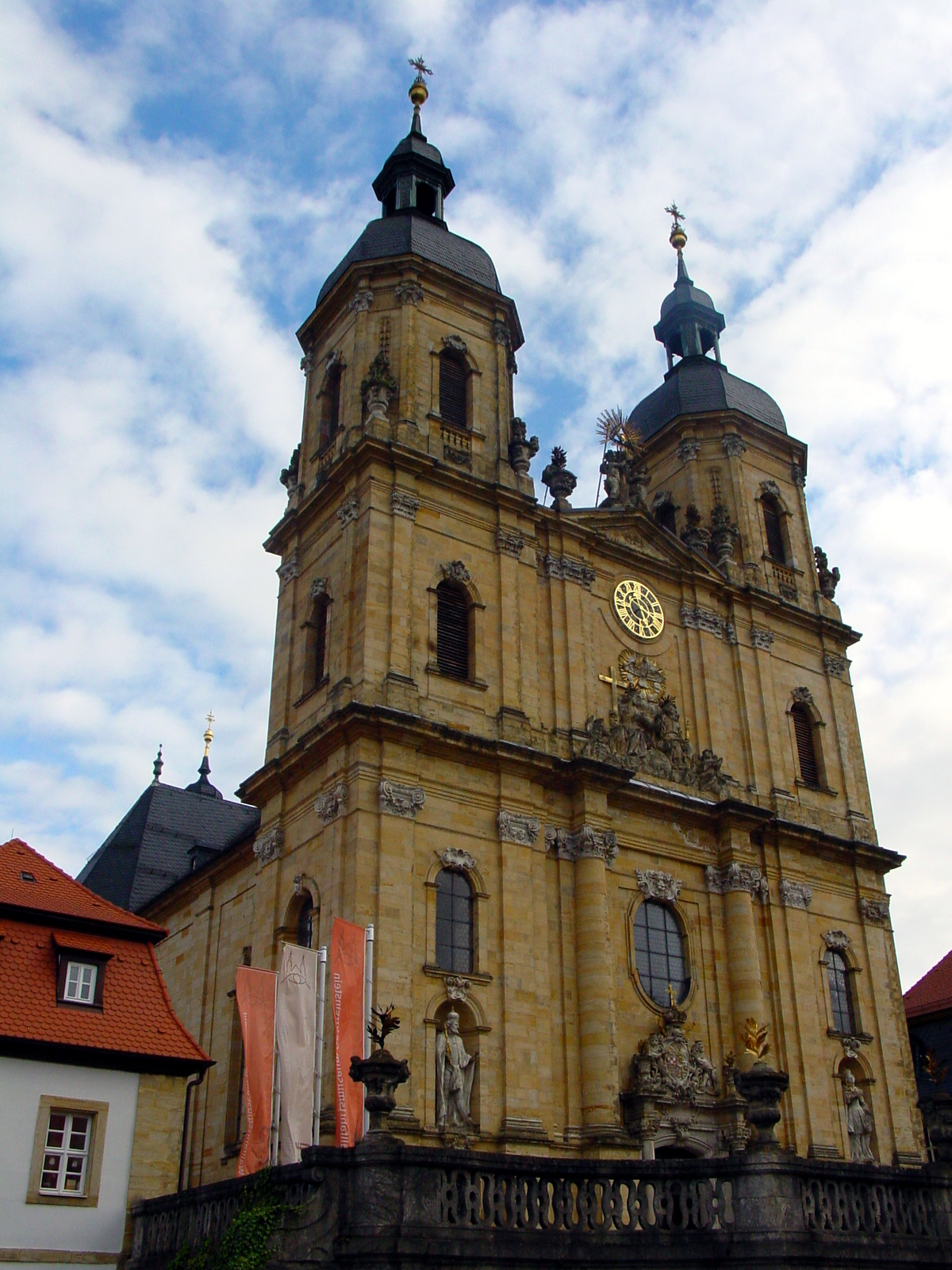
Die Fassade der Basilika Gößweinstein

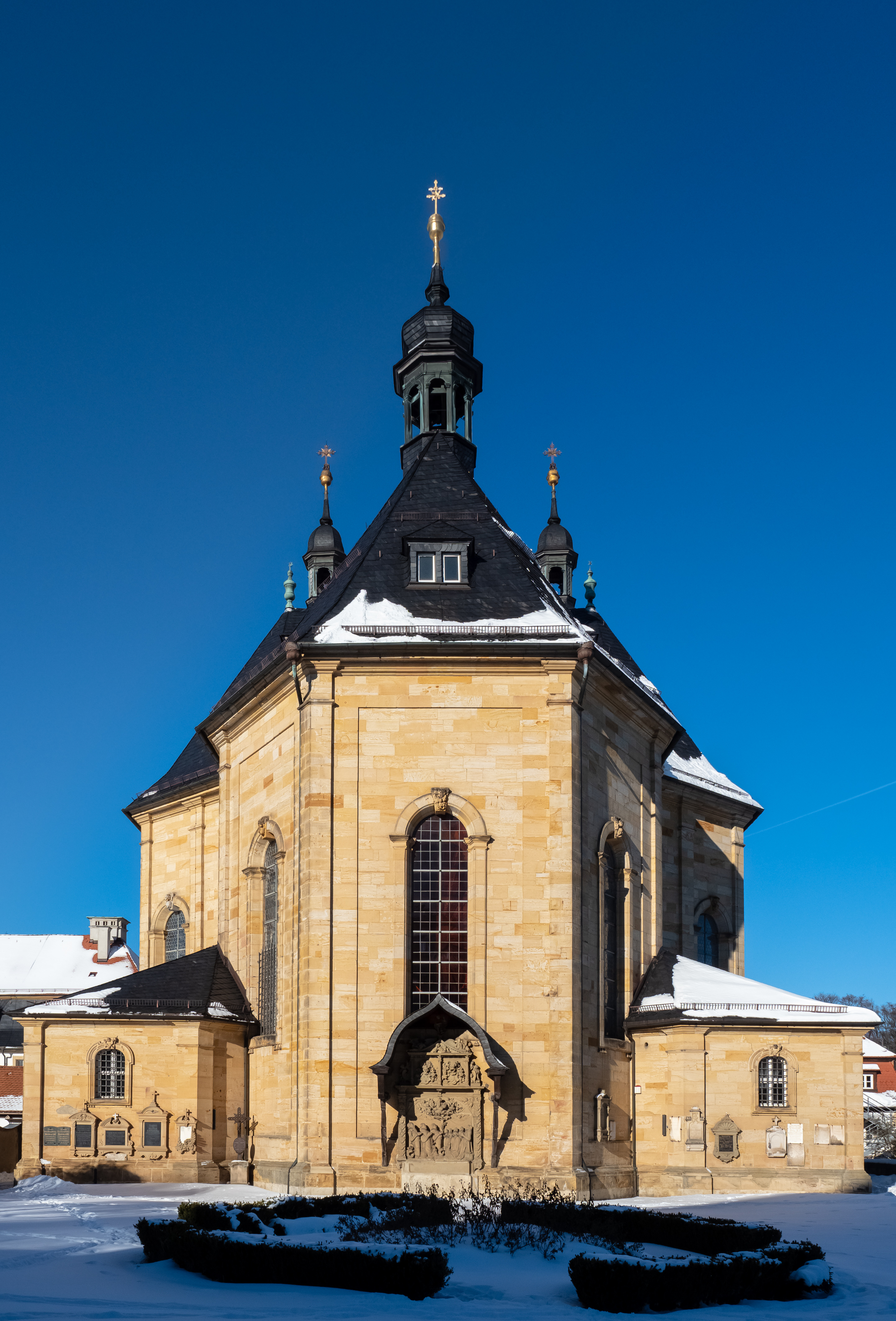
Basilika Gößweinstein von Süden aus gesehen

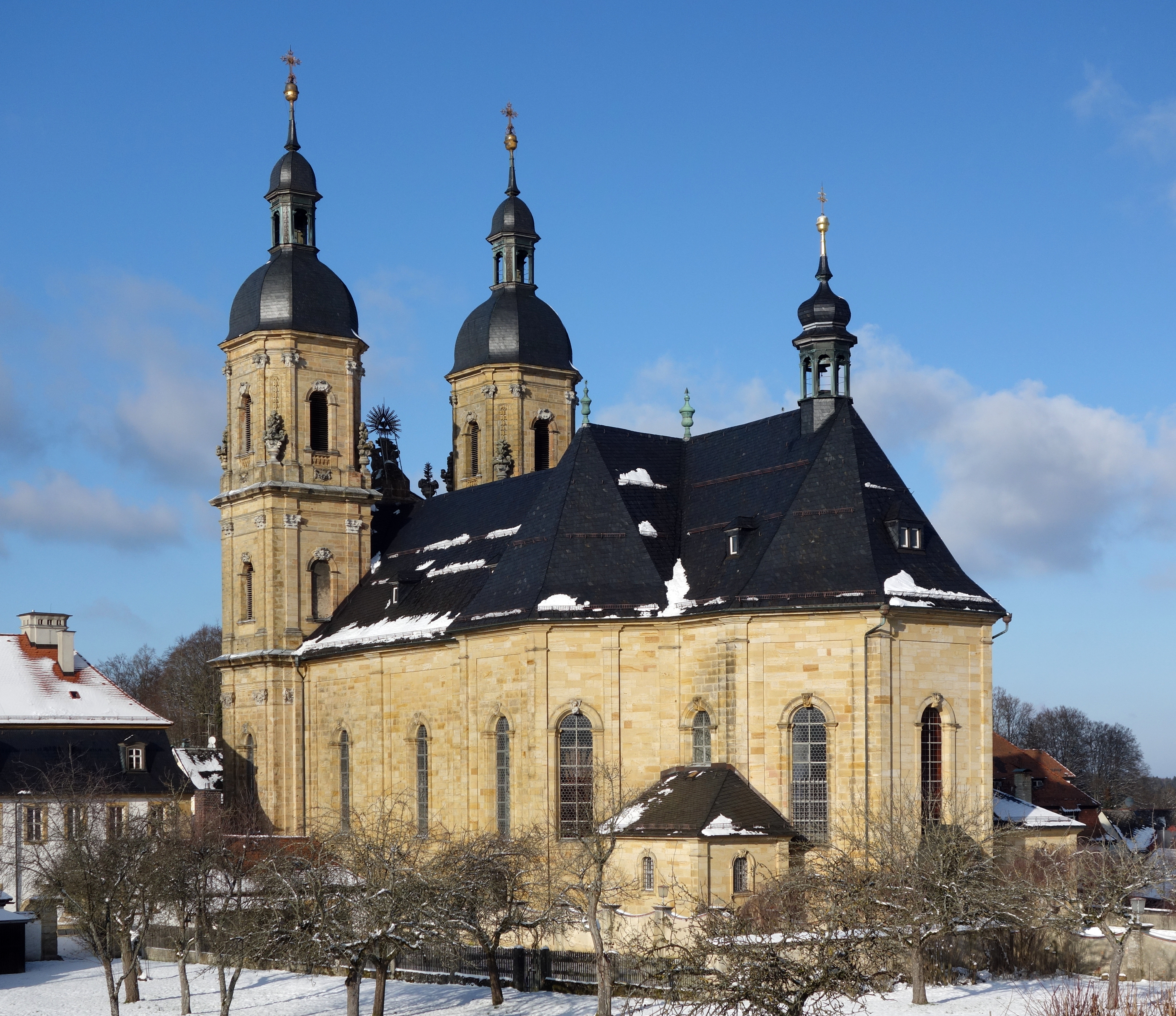
Seitenansicht der Basilika Gößweinstein

### Frühe Geschichte
Im Jahre 1071 soll auf dem Platz der Basilika eine Kapelle gestanden haben. Der Schlüsselberger Konrad I. und seine Gemahlin Kunigunde bauten 1240 die Kapelle in eine geräumige Kirche um, die zu Ehren der allerheiligsten Dreifaltigkeit geweiht wurde.
Die früheste Nennung einer Kirche in „Gozwinstein“ befindet sich 1308 im Testament Gottfrieds von Schlüsselberg. Die Familie der Schlüsselberger wird als Gründer der ersten Kirche angesehen; sie hat auch das Zisterzienserinnenkloster in Schlüsselau gestiftet, das ebenfalls der Heiligen Dreifaltigkeit geweiht ist.
1461 erhielt Gößweinstein seine Selbständigkeit. Zuvor war es in das Archidiakonat Hollfeld inkorporiert. Früh lässt sich bereits eine Förderung durch adlige Familien feststellen, etwa durch die von Groß zu Trockau. Die ersten Ablässe wurden der Kirche 1511 verliehen. Unter den mit Ablässen versehenen Tagen war damals noch nicht der spätere Hauptwallfahrtstag Trinitatis, der Sonntag nach Pfingsten.

### Baugeschichte der heutigen Basilika
Die mittelalterliche Kirche war dem Ansturm der Wallfahrer bald nicht mehr gewachsen. Man erweiterte sie bereits in den Jahren 1593 und 1594 um ca. drei Meter; diese Erweiterung war nicht ausreichend. „In der Kirche schien solches Gedränge geherrscht zu haben, dass etwa 1624 berichtet wird, die Pilger hätten den Taufstein umgestoßen, und 1719, dass die Geistlichen bei der Austeilung der Kommunion vor der Masse der Gläubigen ‚wegen der Enge bei den Altären‘ hätten zurückweichen müssen.“ Um dem Platzmangel entgegenzuwirken, erbaute man 1630 die Marienkapelle, daneben eine offene Holzkapelle. Auch Beichtstühle und ein Predigtstuhl mussten im Freien aufgestellt werden.
Ein Neubau erschien dringend notwendig; 1683 kamen hoffnungweckende Signale vom Bamberger Bischof, die vermuten ließen, dass damit in Kürze begonnen werden konnte. Im selben Jahr stiftete Margaretha Gerstackerin aus Allersdorf „20 fl. zum Kirchenbau“. Der Bau begann nach langen Verhandlungen; am 3. Juni 1730 wurde der Grundstein gelegt.
In den Jahrzehnten zuvor hatten die Gößweinsteiner Pfarrer immer wieder in Bamberg um eine Genehmigung für den Baubeginn ersucht. Besonders Pfarrer Dippolds Hartnäckigkeit war es zu verdanken, dass der Bau nicht weiter verzögert wurde. In einem Brief bat Dippold den baufreudigen Bamberger Bischof Lothar Franz von Schönborn, „der Fürste möge zu seinen weltlichen Prachtbauten auch einen herrlichen Tempel zu Ehren der hl. Dreifaltigkeit bauen.“
Es lagen Pläne von verschiedenen Baumeistern vor, darunter einer des Hofbaumeisters Leonhard Dientzenhofer von 1715, der einen zentralen Kuppelbau mit drei Türmen und neun Kapellen vorsah, eine Anlehnung an das Dreifaltigkeitspatrozinium. Dieser Plan wurde von der Obrigkeit als zu teuer abgelehnt.
Nach dem Tod Lothar Franz von Schönborns 1729 und der Wahl seines Neffen Friedrich Carl von Schönborn wurde der Auftrag dem berühmten Balthasar Neumann (1687–1753) erteilt, dessen Plan auch ausgeführt wurde. Zuerst wurde unter seiner Leitung gearbeitet, später unter der Leitung von Johann Jakob Michael Küchel, welcher seit 1735 Neumanns Mitarbeiter im fürstbischöflichen Bauamt im Hochstift Bamberg war.
Bei der Weihe der Kirche 1739, die im Beisein des Fürstbischofs stattfand, war der Bau noch lange nicht beendet. Selbst Hochaltar und Kanzel waren noch nicht vollendet, die übrigen Altäre nicht einmal begonnen.
Die Arbeiten an der Ausstattung zogen sich bis nach 1769 hin (in diesem Jahr enden die Bauprotokolle von Pfarrer Adam Peter Vogl). Einen herben Rückschlag – zeitlich wie finanziell – bedeutete der verheerende Brand von 1746, der die Kirche, das Pfarrhaus, das Kirchnerhaus, das Schulhaus und etwa 60 Bürgerhäuser schwer beschädigte. Wegen der notwendigen Reparaturen musste die Kirchenausstattung zurückgestellt werden. Die Behebung der Brandschäden kostete die Pfarre Gößweinstein etwa 12.000 Gulden (fl.) – nicht einberechnet Pfarr-, Kirchner- und Schulhaus. Die Baukosten vor dem Brand hatten über 70.300 fl. betragen. Die Finanzierung stellte für die Kirche, die ehemals über ein großes Vermögen verfügt hatte, ein großes Problem dar. Pfarrer Vogl klagte 1748, das Gotteshaus „hat der Zeit keine 30 fl in baarschafft, und erfahre ich in der that schlimm sein zu bauen, wo kein geld ist.“

### Weiteres
1948 wurde die Kirche von Papst Pius XII. zur Basilica minor erhoben. Von 1999 bis 2005 fand eine Renovierung des barocken Innenraumes statt. Seit 2009 liegt die Basilika Gößweinstein an einem markierten Jakobsweg.
Die Basilika ist als bayerisches Baudenkmal in der Liste der Baudenkmäler in Gößweinstein unter der Aktennummer D-4-74-129-2 gelistet. Vom ersten auf den zweiten Weihnachtsfeiertag (16 Uhr, 26.–27. Dezember) findet ein 24-stündiges Gebet in der Basilika statt. Anschließend werden in Gößweinstein und auf den Berghängen um den Ort zahlreiche Feuer entzündet.

## Ausstattung

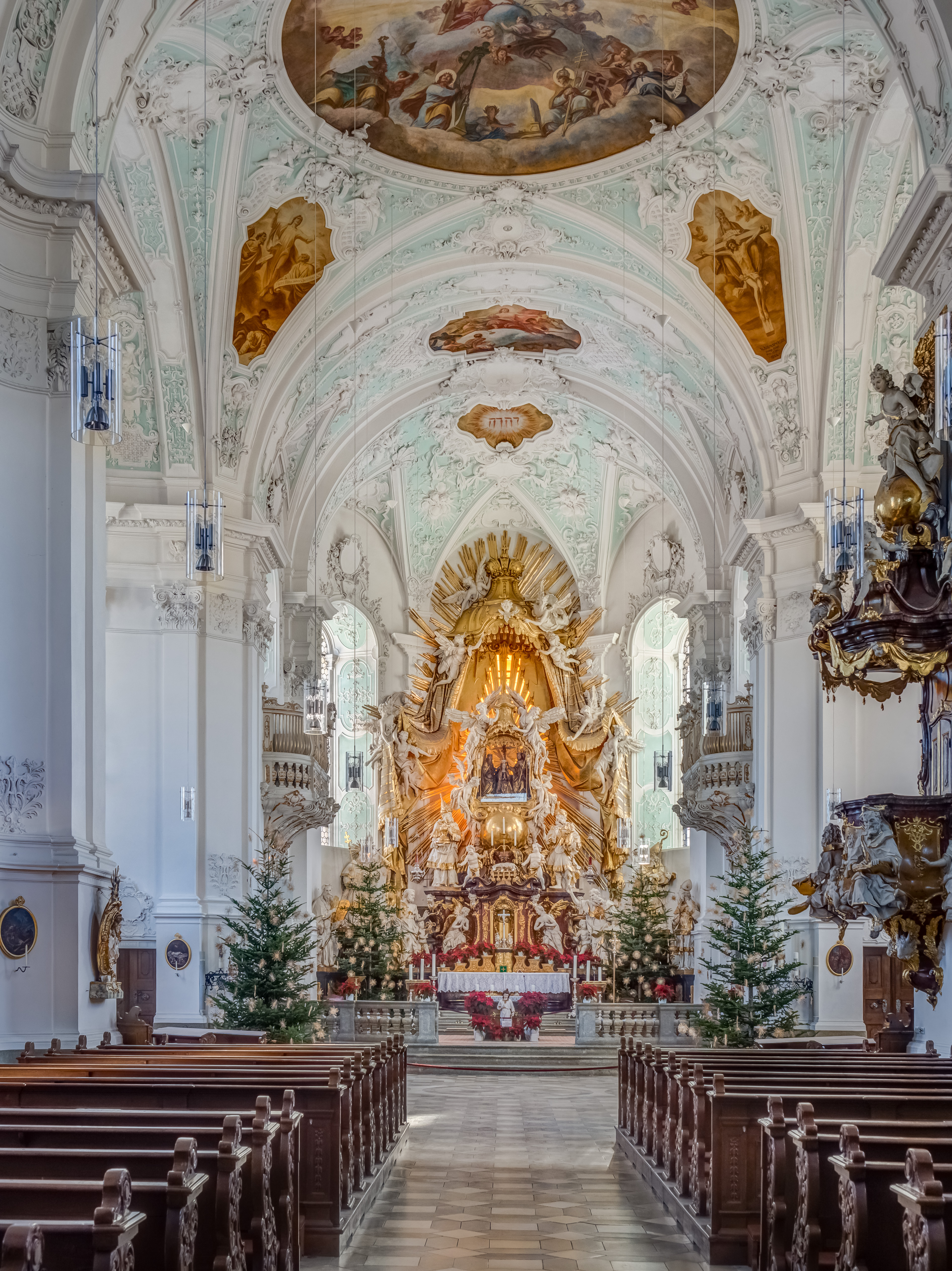
Hochaltar der Basilika Gößweinstein

Der Hochaltar mit dem Gnadenbild, das die Krönung Mariens darstellt, ist das Herzstück der Wallfahrtsbasilika. Er gilt als ein besonderes Meisterwerk barocker Altarbaukunst. Der Hochaltar, die Kanzel und die vorderen Seitenaltäre wurden zwischen 1740 und 1743 fertiggestellt. Diese innere Ausgestaltung erfolgte unter Leitung von Johann Michael Küchel. Der Hochaltar weist eine dreigeschossige pyramidenförmige Geometrie auf, welche mit seinen Figuren und Ornamenten drei ineinandergefügte Dreiecke ergibt, die auf die Heilige Dreifaltigkeit, das Patrozinium der Kirche hinweisen. Neben dem Hochaltar hat die Basilika Gößweinstein acht Seitenaltäre: Marienaltar, Kreuzaltar, Josephaltar, Annaaltar, Kunigundenaltar, Johann-von-Nepomuk-Altar, Jungfrauenaltar und Sebastiansaltar.

### Gnadenbild
Die aus Lindenholz geschnitzte Figurengruppe, die wohl aus der Zeit um 1510 stammt, befand sich ursprünglich in der Wallfahrtskirche in Hüll bei Betzenstein. Dort diente das Schnitzwerk als Andachtsbild und wurde nach Einführung des Protestantismus  verkauft. Man behielt jedoch die Hüller Gnadenmadonna, da die Wallfahrt auch nach der Reformation sehr einträglich war.
Die Figurengruppe zeigt die Krönung Mariens durch die Dreifaltigkeit. Die drei Figuren von Maria, Gott Vater und Sohn sind fugenlos zusammengeschoben, was bei ihrer Renovierung im Jahr 1960 durch das Amt für Denkmalpflege zum Vorschein kam. Die Heilig-Geist-Taube wurde erst um 1600 hinzugefügt.

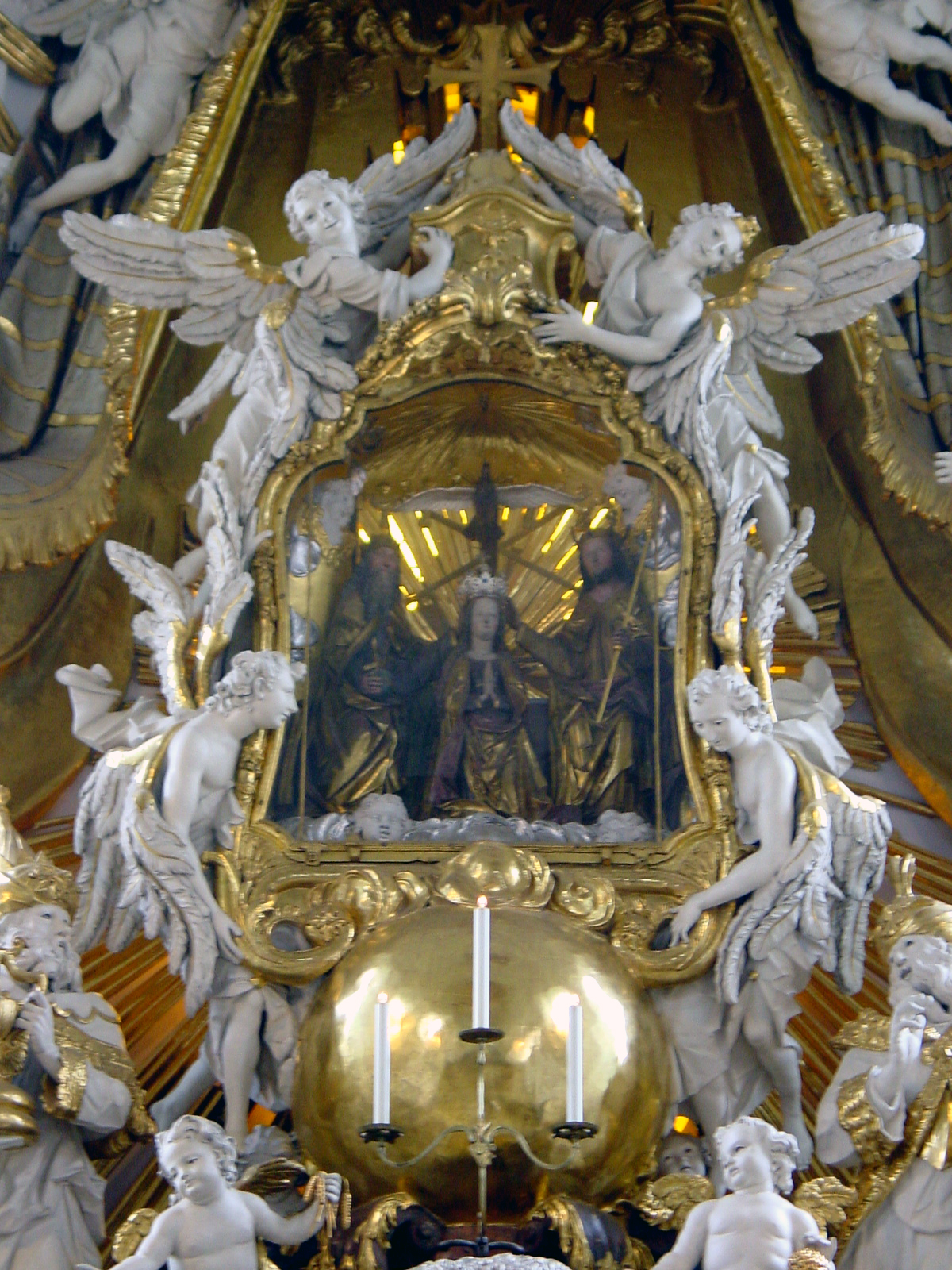
Das Gnadenbild ist Ziel unzähliger Wallfahrer aus nah und fern

Bei der Legende, die sich um das Gnadenbild rankt, handelt es sich um eine Bildwanderungssage, die die Heiligkeit des Gnadenortes besonders betonen sollte. Als das Bild in der Reformationszeit aus dem etwa 15 km entfernten Ort Hüll bei Betzenstein entfernt wurde, soll es – der Legende nach – immer wieder vor fanatischen Bilderstürmern versteckt worden sein. So kam es über mehrere Etappen auf verschlungenen Wegen nach Gößweinstein. Von dort aus hätte es nach Bamberg gebracht werden sollen, doch das Gespann ließ sich auch mit vier vorgespannten Ochsen nicht bewegen, was man als Zeichen gedeutet habe, dass das Gnadenbild in Gößweinstein verehrt werden sollte.
Auffallend ist an dieser Sage, dass damit die Auserwähltheit des Gnadenortes durch Gott betont werden sollte und auch, wie sie das Verhältnis zwischen Protestanten und Katholiken thematisiert. Sowohl das „Nicht-Fortschaffen-Können“ als auch die wundersame Rettung des Kultgegenstandes vor Andersgläubigen und die wunderbare, scheinbar unmögliche Ankunft des Bildes am Gnadenort sind häufige Topoi in den Entstehungslegenden von Wallfahrten.

### Orgel

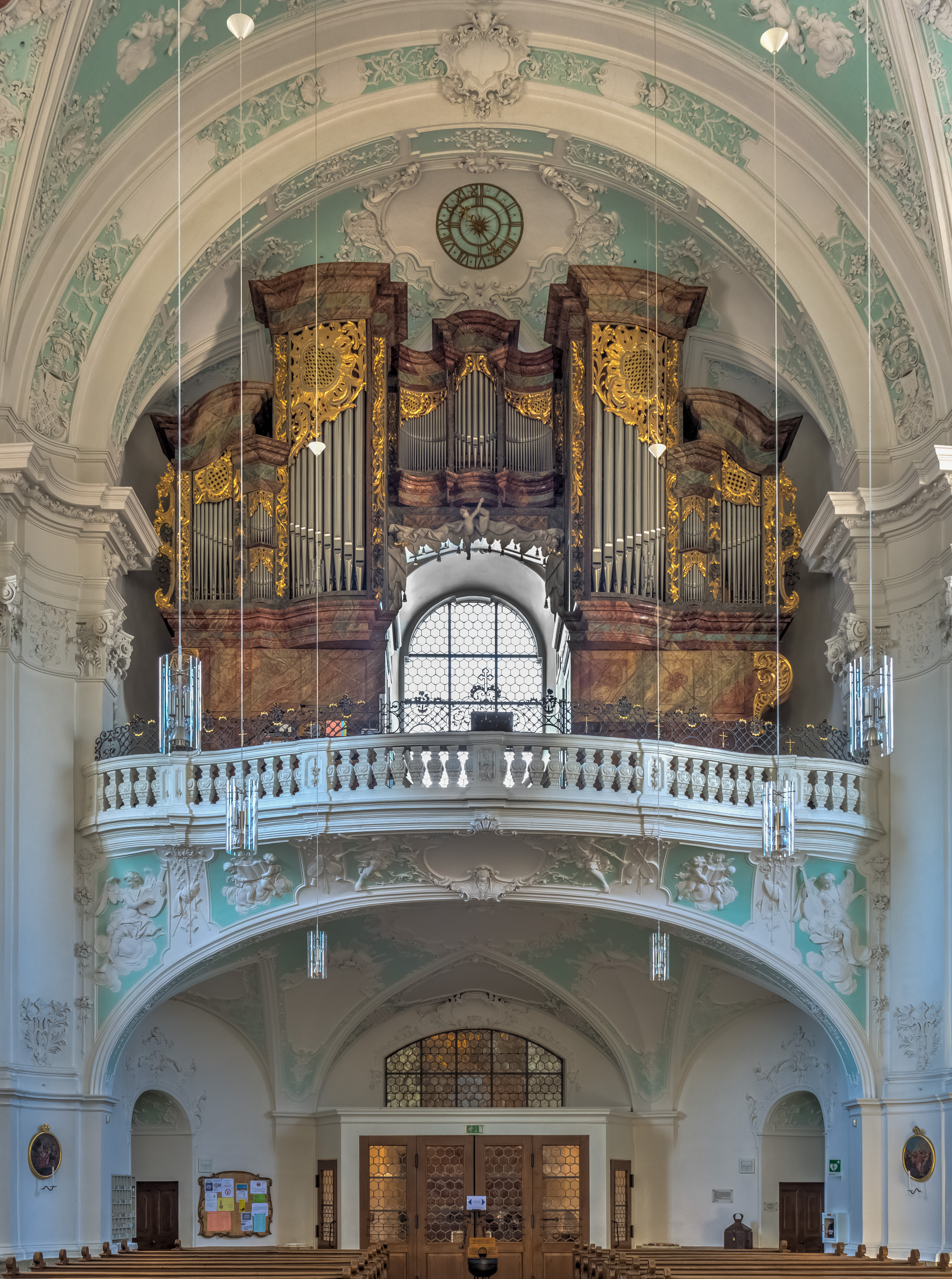
Blick auf die Basilikaorgel

1988 baute die Orgelbaufirma Mathis (Näfels, Schweiz) ein neues Orgelwerk in das vorhandene historische Barockgehäuse von 1754 ein. Das Instrument hat insgesamt 43 Register (3248 Pfeifen) auf drei Manualen und Pedal. Im linken Gehäuseteil befindet sich vorne das Hauptwerk, dahinter das mit romantischen Stimmen besetzte Schwellwerk. Im rechten Gehäuseteil ist das Pedal untergebracht. Zwischen den beiden mächtigen Pfeifentürmen befindet sich das barock disponierte Oberwerk. Die Spiel- und Registertrakturen sind mechanisch. Das Vorgänger-Instrument, erbaut 1938 von Albert Moser mit 42 Registern konnte gerettet werden und befindet sich spielfähig im Orgelmuseum auf Schloss Valley. Aktuell (Oktober 2023) ist Georg Schäffner der zuständige Regionalkantor.
| I Hauptwerk C–g3 |               |       |
| 1.               | Bourdon       | 16′   |
| 2.               | Principal     | 8′    |
| 3.               | Hohlflöte     | 8′    |
| 4.               | Gedackt       | 8′    |
| 5.               | Octave        | 4′    |
| 6.               | Spitzflöte    | 4′    |
| 7.               | Quinte        | 2 ⁄3′ |
| 8.               | Octave        | 2′    |
| 9.               | Mixtur III–IV | 2′    |
| 10.              | Cymbel II–III | 1′    |
| 11.              | Cornet V      | 8′    |
| 12.              | Trompete      | 8′    |
| 13.              | Trompete      | 16′   |

| II Oberwerk C–g3 |                |       |
| 14.              | Gedackt        | 8′    |
| 15.              | Praestant      | 4′    |
| 16.              | Rohrflöte      | 4′    |
| 17.              | Octave         | 2′    |
| 18.              | Larigott       | 1 ⁄3′ |
| 19.              | Sesquialter II | 2 ⁄3′ |
| 10.              | Scharf IV      | 1′    |
| 21.              | Cromorne       | 8’    |
| 22.              | Vox humana     | 8′    |
|                  | Tremulant      |       |

| III Schwellwerk C–g3 |                 |        |
| 23.                  | Rohrgedackt     | 8′     |
| 24.                  | Gambe           | 8′     |
| 25.                  | Vox coelestis   | 8′     |
| 26.                  | Fugara          | 4′     |
| 27.                  | Traversflöte    | 4′     |
| 28.                  | Nasat           | 2 ⁄3′  |
| 29.                  | Nachthorn       | 2′     |
| 30.                  | Terz            | 1 3⁄5′ |
| 31.                  | Mixtur IV       | 2′     |
| 32.                  | Dulcian         | 16′    |
| 33.                  | Hautbois-Basson | 8′     |
| 34.                  | Clairon         | 4′     |
|                      | Tremulant       |        |

| Pedal C–f1 |              |         |
| 35.        | Principal    | 16′     |
| 36.        | Subbaß       | 16′     |
| 37.        | Quinte       | 10 2⁄3′ |
| 38.        | Octave       | 8′      |
| 39.        | Gedecktflöte | 8′      |
| 40.        | Choralbass   | 4′      |
| 41.        | Mixtur IV    | 2 ⁄3′   |
| 42.        | Posaune      | 16′     |
| 43.        | Trompete     | 8′      |

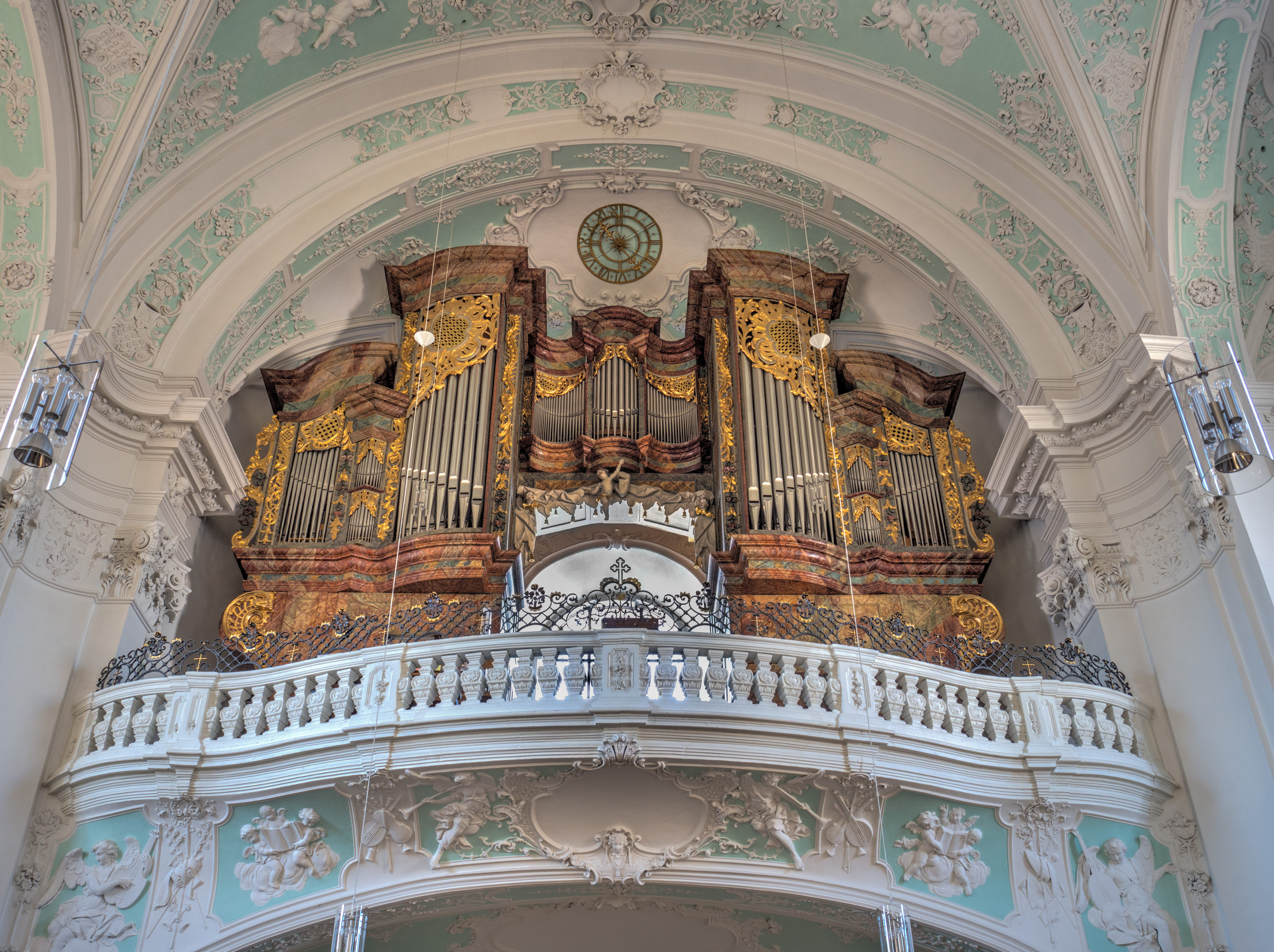
Prospekt

- Koppeln: II/I, III/I, III/II, I/P, III/P
- Spielhilfen: Pleno-Tritt für die Principalstimmen von HW und PED, Einführungstritte für Trompete 8’ (HW), Posaune 16’ und Trompete 8’ (PED).

### Glocken
Das Geläute der Basilika besteht aus sieben Glocken. Die beiden größten befinden sich im Nordturm, die anderen im Südturm.
Glockendaten:
| Glocke | Name              | Gussjahr | Gießer                         | Gewicht | Schlagton |
| ------ | ----------------- | -------- | ------------------------------ | ------- | --------- |
| 1      | Dreifaltigkeit    | 1998     | Albert Bachert (Heilbronn)     | 4020 kg | a0        |
| 2      | Maria             | 1998     | Albert Bachert (Heilbronn)     | 2601 kg | c1        |
| 3      | namenlos          | 1747     | Johann Ignatius Höhn (Bamberg) | 1549 kg | d1        |
| 4      | namenlos          | 1747     | Johann Ignatius Höhn (Bamberg) | 0915 kg | e1        |
| 5      | Heinrich Kunigund | 1998     | Albert Bachert (Heilbronn)     | 1053 kg | g1        |
| 6      | Sankt Franziskus  | 1998     | Albert Bachert (Heilbronn)     | 0968 kg | a1        |
| 7      | Sankt Josef       | 1998     | Albert Bachert (Heilbronn)     | 0862 kg | h1        |

## Wallfahrt
Die Anfänge der Wallfahrt in Gößweinstein liegen im Dunkeln, da im Dreißigjährigen Krieg alle Urkunden verloren gegangen sind. Zudem gab es in Gößweinstein kein historisch datierbares Ereignis, wie etwa in Vierzehnheiligen, das zum Beginn der Wallfahrt führte. Zwar schrieb Pfarrer Ludovici 1684, 400 Jahre alte Rechnungen würden die lange Tradition der Wallfahrt nach Gößweinstein bezeugen, doch nach Helldorfer kann es sich dabei nur um einen Lesefehler handeln: Die von Ludovici gemeinte Stiftung kann nicht 1305, sondern erst 1505 getätigt worden sein.
Aus dem späten 16. Jahrhundert sind erste Nachweise von Sach- und Geldopfern sowie von Wallfahrergruppen erhalten.
Im Jahre 1662 gab es 27 Wallfahrtsgruppen, 1765 insgesamt 42. Eine Besonderheit war die sogenannte Frankenprozession, eine seit den 1740er Jahren stattfindende Großwallfahrt mehrerer Gemeinden aus Unterfranken, der sich bis zu 4000 Wallfahrer anschlossen.
Haupteinzugsbereich waren die Bistümer Bamberg und Würzburg, das Obermaingebiet und die Oberpfalz. Aber auch aus entfernteren Gebieten zogen Wallfahrer nach Gößweinstein, z. B. aus Böhmen, Wien und Preußen.
Gößweinstein ist der größte Dreifaltigkeitswallfahrtsort Deutschlands. Jährlich ziehen rund 140 Wallfahrtsgruppen nach Gößweinstein. Das Einzugsgebiet der Wallfahrer reicht im westlichen Raum bis Großlangheim, im Osten bis in die Oberpfalz und in Nord-Süd-Richtung von der Linie Bad Kissingen – Coburg – Kronach bis in den Raum südlich von Nürnberg bis Neumarkt in der Oberpfalz.

### Entwicklung der Wallfahrt im 17. und 18. Jahrhundert

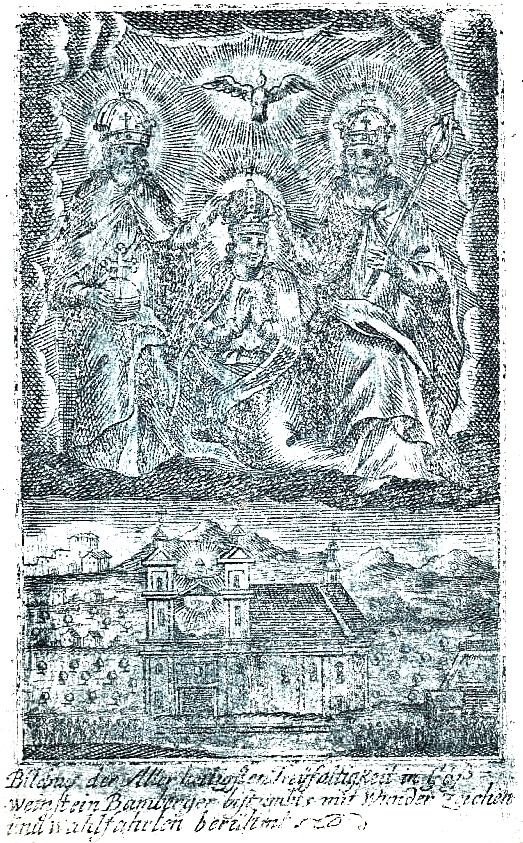
Wallfahrtsandenken, um 1730

Aus den Zahlen der Kommunionsempfänger sind die beiden Hauptwallfahrtstage ersichtlich: der Trinitatis-Sonntag (Oktavtag von Pfingsten) und das Kirchweihfest Ende September. Vor allem Trinitatis (Dreieinigkeitsfest) war ein bedeutender Tag für die Gößweinsteiner Wallfahrt. Der Anteil der Kommunikanten machte an diesem Tag teilweise bis zu 30 % der jährlichen Kommunionsempfänger aus. An diesen beiden Tagen kamen mehrere Tausend Kommunionsempfänger nach Gößweinstein, wobei sich ein deutlicher Anstieg der Zahlen ab 1699 beobachten lässt.
Ebenso war ab der Jahrhundertwende ein Anstieg der Geld- und Tierstiftungen zu verzeichnen. Dabei gab es die meisten Stiftungen in den 1740er Jahren, was wohl auf den Brand in Gößweinstein zurückzuführen ist. Die Gläubigen stifteten nach der Zerstörung des Gotteshauses vermehrt, um beim Wiederaufbau mitwirken zu können. Bei den Jahrtags-Stiftungen ist ein Anstieg ab dem späten 17. Jahrhundert zu verzeichnen.
Die Quellen zeigen deutlich, dass sich die Wallfahrt nach einem Anwachsen und Aufblühen im späten 17. Jahrhundert im 18. Jahrhundert auf ihrem Höhepunkt befand. Die aufstrebende Entwicklung wurde erst durch die Aufklärung und besonders durch den Übergang des Hochstifts Bamberg an das Königreich Bayern unterbunden.

### Die Bruderschaften
In Gößweinstein gab es zwei Bruderschaften, die Fronleichnams-Bruderschaft, die 1653 Pfarrer Johann Georg Ringer gegründet hatte und die 1744 von Pfarrer Adam Peter Vogl gegründete Dreifaltigkeitsbruderschaft. Während die erste als Bruderschaft der Pfarrei eher wenige Mitglieder hatte, die allerdings fast ausnahmslos zur Pfarrei gehörten, war die zweite eine klassische Wallfahrtsbruderschaft. Sie hatte in nur 25 Jahren fast 39.000 Mitglieder, deren Herkunft sich mit dem Einzugsgebiet der Wallfahrt deckt.
Wesentlich für die wallfahrtsfördernde Wirkung der Dreifaltigkeitsbruderschaft waren die Ablässe, welche die Mitglieder erwerben konnten. Den Ablass erhielt man z. B. an Trinitatis, Kirchweih, Mariä Heimsuchung, Michael, wenn man in Gößweinstein gewisse Gebete verrichtete, beichtete und kommunizierte.

### Besonderheiten
Bemerkenswert ist Gößweinsteins Bestand von über hundert lebensgroßen Wachsfiguren (Wickelkinder, Kinder und Erwachsene). Er dokumentiert eine spezielle Art des Votivbrauchtums, das seit der zweiten Hälfte des 19. Jahrhunderts in Franken überliefert ist und Mitte des 20. Jahrhunderts zum Erliegen kam.

### Wallfahrtsmuseum und Wallfahrtsschatz

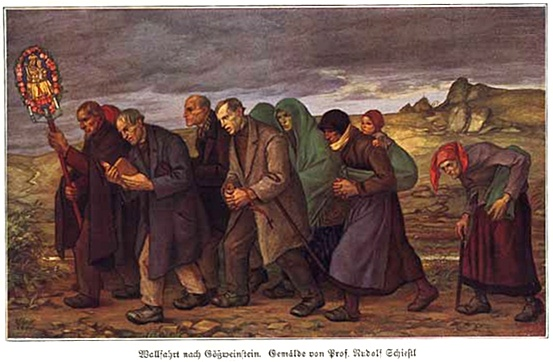
Rudolf Schiestl († 1931), Wallfahrt nach Gößweinstein

Im September 2008 wurde das neu konzipierte Wallfahrtsmuseum feierlich eingeweiht. Es ist das erste seiner Art im Erzbistum Bamberg. Das Museum mit ca. 275 m2 Ausstellungsfläche befindet sich auf drei Stockwerken. Der konzeptionelle Bogen spannt sich vom Allgemeinen zum Speziellen, vom multireligiösen Phänomen Pilger bis zur Dreifaltigkeitswallfahrt in Gößweinstein. Während des Jahres gibt es verschiedene Sonderausstellungen.
Unterschiedliche religiöse Opfergaben legen von menschlichen Schicksalen und Gotteserfahrung Zeugnis ab. Ihnen ist ein größerer Bereich gewidmet, darunter den beeindruckenden Votivfiguren aus Wachs. Reliquien und Ablässe, Rosenkränze und Kreuzwege stehen unter dem Motto Seelenheil für Wallfahrtsmotivationen und wallfahrtsbegleitende Handlungen.